# Hugo Reus
Pour les articles homonymes, voir Reus (homonymie).

a Compétitions nationales et continentales officielles uniquement.

b Matchs officiels uniquement.
Dernière mise à jour le 13 avril 2025.
Hugo Reus, né le 21 février 2004 à Périgueux (Dordogne), est un joueur français de rugby à XV évoluant au poste de demi d'ouverture au Montpellier HR.

## Biographie

### Jeunesse et formation
Hugo Reus naît à Périgueux, il commence la pratique du rugby à XV à l'âge de cinq ans au CA ribéracois, un club de Dordogne où a joué son père. Passé ensuite par le CA Périgueux entre 2013 et 2018, il rejoint l'Union Bordeaux Bègles alors qu'il est au lycée. Hugo Reus s'engage à l'été 2022 avec le Stade rochelais. Il explique ce choix par la possibilité pour lui d'intégrer dans cette ville une école de commerce ainsi que la perspective de travailler sous la direction de Ronan O'Gara,.
Passé par l'équipe de France des moins de 18 ans, il participe en 2023 avec l'équipe de France des moins de 20 ans au Tournoi des Six Nations. Il y dispute trois rencontres.

### Débuts professionnels et champion du monde junior (depuis 2023)
Hugo Reus dispute son premier match en Top 14 le 25 mars 2023 au stade Matmut Atlantique face à l'Union Bordeaux Bègles. Entré en jeu à seize minutes de la fin, il inscrit deux transformations, contribuant ainsi à la victoire rochelaise 36 à 6. Le 15 avril suivant, il est pour la première fois titulaire lors de la réception de l'Aviron bayonnais. Auteur d'une « copie parfaite », il marque cette fois 16 points avec 100 % de réussite dans ses coups de pied,,.
À l'issue de la saison 2022-2023, il est sélectionné pour le Championnat du monde junior, étant titulaire et associé en charnière à Baptiste Jauneau où il forme une charnière complémentaire et performante avec son coéquipier,. À la fin de la compétition, il est sacré champion du monde avec ses coéquipiers après avoir remporté largement la finale sur le score de 50 à 14 face aux Irlandais où il est l'auteur d'une bonne performance,. Durant la compétition, il inscrit soixante-deux points en cinq rencontres, faisant de lui le meilleur réalisateur de la compétition,.
Régulièrement dans la rotation rochelaise en début de saison 2023-2024, Hugo Reus inscrit notamment une pénalité à la toute fin du match lors de la réception de l'Aviron bayonnais pour la sixième journée de Top 14 le 12 novembre qui permet au Stade rochelais de s'imposer.
En février 2025, il signe avec le Montpellier Hérault Rugby avec effet immédiat, dans l'optique de retrouver du temps de jeu.

## Palmarès

### En club
- Finaliste du Top 14 en 2023[Note 1] avec le Stade rochelais.

### En équipe nationale
- Vainqueur du Championnat du monde junior en 2023 avec l'équipe de France des moins de 20 ans.
- Finaliste du Championnat du monde junior en 2024 avec l'équipe de France des moins de 20 ans.

### Distinctions personnelles
- Meilleur réalisateur du Championnat du monde junior en 2023 (62 points) et 2024 (57 points).